# もてもてナインティナイン
『もてもてナインティナイン』は、2011年11月1日から2014年3月11日までTBS系列で、毎週火曜の19:00 - 19:56（JST）に放送されていた恋愛をテーマにしたバラエティ番組で、ナインティナインの冠番組でもある。略称は「もてナイ」。初回は20:54までの2時間スペシャルとして放送された。

## 概要
『紳助社長のプロデュース大作戦!』が、司会の島田紳助の芸能界引退により9月7日に番組終了を発表した。
その後は『教科書にのせたい!』のスペシャル版など単発番組でつなぎ、9月28日に行われた記者会見でナインティナインを起用した本番組の制作が発表された。
「紳助社長」から「集団お見合い」企画を引き継ぎながら、タイトル通り「恋愛」をテーマにした内容で当初は構成されたが、2013年4月以降はタイトルとは無関係な「有名人子息」や「スターの自慢話」「スターの秘話」など、様々な企画を取り扱っている。
2014年3月11日をもって終了し、4月から『「それってどんなヒト?」捜査バラエティ Gメン99』が開始されるが、当番組の出演者で有吉弘行以外の出演者は続投となった。
『紳助社長のプロデュース大作戦!』から続いていたコーナー「お見合い大作戦」は、当番組終了後も、コーナーを番組化して特別番組『ナイナイのお見合い大作戦!』（ナイナイのおみあいだいさくせん）と題して放送されることになり、2019年まで不定期に放送されていた。

## 出演者

### 司会
- ナインティナイン（岡村隆史・矢部浩之）

### レギュラー
初期の「ワケメン☆パラダイス」が放送されていた時期は「ワケメンサポーター」と呼んでいた。
現在
- 有吉弘行
- ビビる大木
- ケンドーコバヤシ
- 陣内智則[注 1]
- 日村勇紀（バナナマン）
- 柳原可奈子

過去
- はんにゃ（川島章良・金田哲）
- チュートリアル[注 2]（徳井義実・福田充徳）
- 後藤輝基（フットボールアワー）
- 野性爆弾（川島邦裕・ロッシー）

### ナレーター
- 鳥井美沙
- 武田広

## コーナー
『プロデュース大作戦!』から引き継いだ一般参加の『お見合い大作戦』がメインとなっており、その合間に芸能人主体のスタジオ企画が放送されていた。
お見合い大作戦!
「嫁不足」にあえぐ農村や漁村で暮らす男性のために一般女性を公募しお見合いをさせる企画。元は1993年に島田紳助が司会を務めていた『ムーブ・島田弁護協会』の企画で、後に特別番組として独立した『沼島の春よ再び!お見合い大作戦』である。『プロデュース大作戦!』で復活していたものをさらに引き継いだ。立会人は前番組に引き続き佐藤B作、陣内智則、今番組から加わった村田雄浩、風見しんご、松居直美、加藤紀子、保田圭らが務める。初回は前番組で募集が行われていたものの番組打ち切りにより実現しなかった町で行われた。コーナーの随所で、いきものがかりのシングル曲「キミがいる」が使用されている。またカップル成立場面で、木村カエラのシングル曲「Butterfly」が使用されている。
シングルファザーお見合い大作戦!
お見合い大作戦の派生企画で、シングルファザー（父子家庭）の男性のために一般女性を公募しお見合いをさせる企画。立会人は嶋大輔、杉浦太陽、松居直美、田中律子など。
有名人企画
当初は、「有名人2世 だから私は結婚できないSP」として、いわゆる「2世タレント」のうち結婚していない男女を集め、結婚観や私生活などを聞き出す企画を放送。この企画に出演した鳩山太郎（鳩山邦夫の実子）が「おぼっちゃま」としてフィーチャーされ、主役となる企画がたびたび放送された。
2013年以降は（番組の主軸であった）「恋愛」から離れ、「往年のスターや著名人」を取り上げる企画が「お見合い大作戦」と双璧をなす形となっていた。
- この企画においては、陣内か大木が進行役となり、事情を知るゲストに質問しながら、有名人にまつわる秘話をプレゼンしていく。岡村・矢部は進行をサポートする側に回る。

### 過去
ワケメン☆パラダイス
特殊な性格や趣味（潔癖症、アイドルオタクなど）によってモテることができない男性「ワケメン」が、彼氏募集中の女性100人の前でワケを明かし、「ワケメンサポーター」のサポートのもと、彼女を募集する。
ワケメンのプレゼンの後、彼女に立候補する女性は「運命のカーテン」で隠された10人が立てる広さの特設ステージに移動し、カーテンが開かれる。ステージの背後には「10」から「1」までの数字が色分けされて描かれており、下手側からほぼ一定のスピードでカーテンが開かれ、カウントダウン形式で立候補者がいるかが発表される。
女性がいればその女性と付き合うことができるが、1人もいなければ「RUN AWAY（ランナウェイ）」（100人の女性全員が「逃げた」）となってしまう。
2012年に入り『お見合い大作戦』がメイン企画となったため、『ワケメン』は事実上終了。紹介しきれていないワケメンが多数存在する。
クイズ!俺って誰レベル?
スタジオに挑戦者として芸能人を招き、さまざまな芸能人との二者択一で、どちらの彼女になりたいか（もしくは「彼氏にしたいか」）を街頭調査した結果が披露される。
挑戦者は6つの問題に対し、5問目までは二択形式で挑戦者が自分の勝ち負けを、最終問題では4人の中から自分と同数票（50対50）を獲得した人物を予想する。
対戦相手は、番組の出演者からハリウッドスター、さらには漫談家や歴史上の有名人までさまざまである（ルール説明では、対戦相手として岡村が例示されている）。
賞金制となっており、1問目の「1000円」から始まって正解する度に「5000円」→「1万円」→「5万円」→「10万円」、そして最終問題で正解すれば「100万円」が与えられるが、1問でも間違えた時点でそれまでに獲得した賞金は全額没収となる。
直接的には明言されていないが、ルール上はドロップアウトも可能。
なお、このコーナーは前番組『紳助社長のプロデュース大作戦!』の司会者・島田紳助が過去に司会を務めていた『EXテレビ』→『島田紳助がオールスターの皆様に芸能界の厳しさ教えますスペシャル!』内のコーナー「抱かれてみたいのはどっち?」とコンセプトが類似している。
その他
- バレンタインSP - レギュラー陣が、スタジオに集結した女性芸能人が自分にチョコレートをプレゼントするかどうかを当てる企画。2時間スペシャルで放送。

## エンディングテーマ
- 音速ライン「Winter　snow (premix)」（2011年11月 - 12月）
- YU-A「YOU」（2012年1月 - 3月）
- 竹仲絵里「歌がきこえる」（2012年4月 - 6月）
- 徳山秀典「それは全部「愛」だった」（2012年7月 - 9月）
- KIDS「ミラーボール」（2012年10月 - 12月）
- 具志堅ファミリー「アコウテ」（2013年1月 - 3月）
- ALLY & DIAZ「After The Rain (Kj from Dragon Ash × Leyona)」（2013年4月 - 6月）
- YU-A「Flavor」（2013年7月 - 9月）
- fumika「Feel It」（2013年10月 - 12月）

## ネット局
| 放送対象地域   | 放送局             | 系列    | 放送日時           | ネット状況 |
| -------------- | ------------------ | ------- | ------------------ | ---------- |
| 関東広域圏     | TBSテレビ          | TBS系列 | 火曜 19:00 - 19:56 | 制作局     |
| 北海道         | 北海道放送         | TBS系列 | 火曜 19:00 - 19:56 | 同時ネット |
| 青森県         | 青森テレビ         | TBS系列 | 火曜 19:00 - 19:56 | 同時ネット |
| 岩手県         | IBC岩手放送        | TBS系列 | 火曜 19:00 - 19:56 | 同時ネット |
| 宮城県         | 東北放送           | TBS系列 | 火曜 19:00 - 19:56 | 同時ネット |
| 山形県         | テレビユー山形     | TBS系列 | 火曜 19:00 - 19:56 | 同時ネット |
| 福島県         | テレビユー福島     | TBS系列 | 火曜 19:00 - 19:56 | 同時ネット |
| 山梨県         | テレビ山梨         | TBS系列 | 火曜 19:00 - 19:56 | 同時ネット |
| 新潟県         | 新潟放送           | TBS系列 | 火曜 19:00 - 19:56 | 同時ネット |
| 長野県         | 信越放送           | TBS系列 | 火曜 19:00 - 19:56 | 同時ネット |
| 静岡県         | 静岡放送           | TBS系列 | 火曜 19:00 - 19:56 | 同時ネット |
| 富山県         | チューリップテレビ | TBS系列 | 火曜 19:00 - 19:56 | 同時ネット |
| 石川県         | 北陸放送           | TBS系列 | 火曜 19:00 - 19:56 | 同時ネット |
| 中京広域圏     | 中部日本放送       | TBS系列 | 火曜 19:00 - 19:56 | 同時ネット |
| 近畿広域圏     | 毎日放送           | TBS系列 | 火曜 19:00 - 19:56 | 同時ネット |
| 鳥取県・島根県 | 山陰放送           | TBS系列 | 火曜 19:00 - 19:56 | 同時ネット |
| 岡山県・香川県 | 山陽放送           | TBS系列 | 火曜 19:00 - 19:56 | 同時ネット |
| 広島県         | 中国放送           | TBS系列 | 火曜 19:00 - 19:56 | 同時ネット |
| 山口県         | テレビ山口         | TBS系列 | 火曜 19:00 - 19:56 | 同時ネット |
| 愛媛県         | あいテレビ         | TBS系列 | 火曜 19:00 - 19:56 | 同時ネット |
| 高知県         | テレビ高知         | TBS系列 | 火曜 19:00 - 19:56 | 同時ネット |
| 福岡県         | RKB毎日放送        | TBS系列 | 火曜 19:00 - 19:56 | 同時ネット |
| 長崎県         | 長崎放送           | TBS系列 | 火曜 19:00 - 19:56 | 同時ネット |
| 熊本県         | 熊本放送           | TBS系列 | 火曜 19:00 - 19:56 | 同時ネット |
| 大分県         | 大分放送           | TBS系列 | 火曜 19:00 - 19:56 | 同時ネット |
| 宮崎県         | 宮崎放送           | TBS系列 | 火曜 19:00 - 19:56 | 同時ネット |
| 鹿児島県       | 南日本放送         | TBS系列 | 火曜 19:00 - 19:56 | 同時ネット |
| 沖縄県         | 琉球放送           | TBS系列 | 火曜 19:00 - 19:56 | 同時ネット |

## 主なスタッフ
- 構成：石原健次、桜井慎一、尾首大樹、大井洋一、戸田彰倫、山形遼介/高須光聖
- 監修：詩村博史（途中から、以前は構成）
- TM：荒木健一
- TD：藤田栄治
- カメラ：荒井隆之
- VE：菅沼智博
- 音声：山羽稔
- 照明：鈴木英敬
- ロケ技術：TBSテックス、スウィッシュ・ジャパン、東通
- 編集：金有那
- MA：並木丈治
- 音響効果：伊藤誠、阿部宰
- CG：大宮司徳盛
- 美術プロデューサー：中原茂樹
- 美術デザイナー：中西忠司
- 美術制作：朝川菜美
- 装置：谷平真二、木下古普基
- 電飾：阿部達矢
- アクリル装飾：渡邊卓也
- 装飾：安藤豪
- 花装飾：中渡瀬由佳
- ヘアメイク：アートメイク・トキ
- 編成：岸田大輔（以前は、ディレクター）
- 宣伝：川鍋昌彦
- TK：鈴木裕恵
- デスク：石川素子
- リサーチ：吉田真理子、木崎綾子、平澤美紀、野村直子、大久保貴之、佐々木辰哉、飯田美子
- AD：深谷俊介、横田聖、重原将司、木島雄大、吉永知世、市川舞子、平田恭崇、田中乙妃、飯島成美、山下智之、佐久間充、吉原健介、大城慶太、遠藤広基、石角紗希、岡本裕太
- AP：荒井美妃、太田絢子、下條有紀、宮内史絵
- マネージメントプロデューサー：渡辺英樹（2013年6月11日 - ）
- 協力プロデューサー：田中裕樹（よしもとクリエイティブ・エージェンシー）
- ディレクター：嵯峨祥平、平野亮一、岩永紗代美、千葉博史、佐藤秀樹、川崎敬、妹尾篤志、小林恵美、奥田照美、大丸剛司、小林悦子、西澤侑里子/根岸善一郎（以前は、作家）
- 演出：平野彰子、石黒光典（以前は、チーフディレクター）、坂下勝己、中澤智有、堤俊博
- 総合演出：神尾祐輔
- プロデューサー：篠塚純
- エグゼクティブプロデューサー：江藤俊久（以前は、総合演出・プロデューサー）
- 制作協力：吉本興業
- 製作著作：TBS

### 過去のスタッフ
- 構成：樋口卓治、鮫肌文殊、興津豪乃、石津聡、ビル坂恵、飯村泉
- TM/TD：金澤健一
- VE：佐藤公幸
- CG：梅沢智仁
- 装置：内田聡子
- 特殊装置：高橋出
- 幕装飾：宮崎昭雄
- 花装飾：工藤雄太
- ヘアメイク：吉田謙二
- ロケ技術：プロカム
- TK：野村佳乃子
- 編成：宮尾毅
- 宣伝：小林恵美子
- AP：高柳奈緒子、遠藤弘子、川島道子、加山裕佳子
- マネージメントプロデューサー：金原将公（2012年5月8日 - 2013年5月28日）
- ディレクター：住田崇、竹節友樹、吉村正好、村井伸一、須藤孝幸、和田英智、加納祥
- チーフディレクター：渡邊真二郎
- 協力プロデューサー：城下拓也（よしもとクリエイティブ・エージェンシー、2012年10月16日 - 2013年5月28日）、真壁正彦（よしもとクリエイティブ・エージェンシー、2013年6月11日 - ）
- プロデューサー：生沼教行、中村聡太（よしもとクリエイティブ・エージェンシー）
- CP：合田隆信